# Deixalles marines

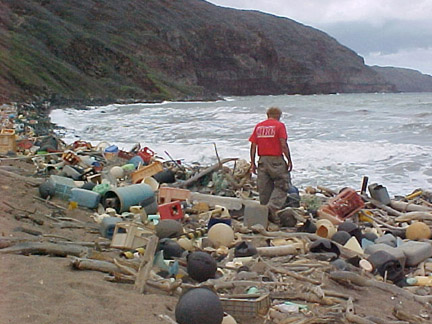
Desferres marines en la costa de Hawaii

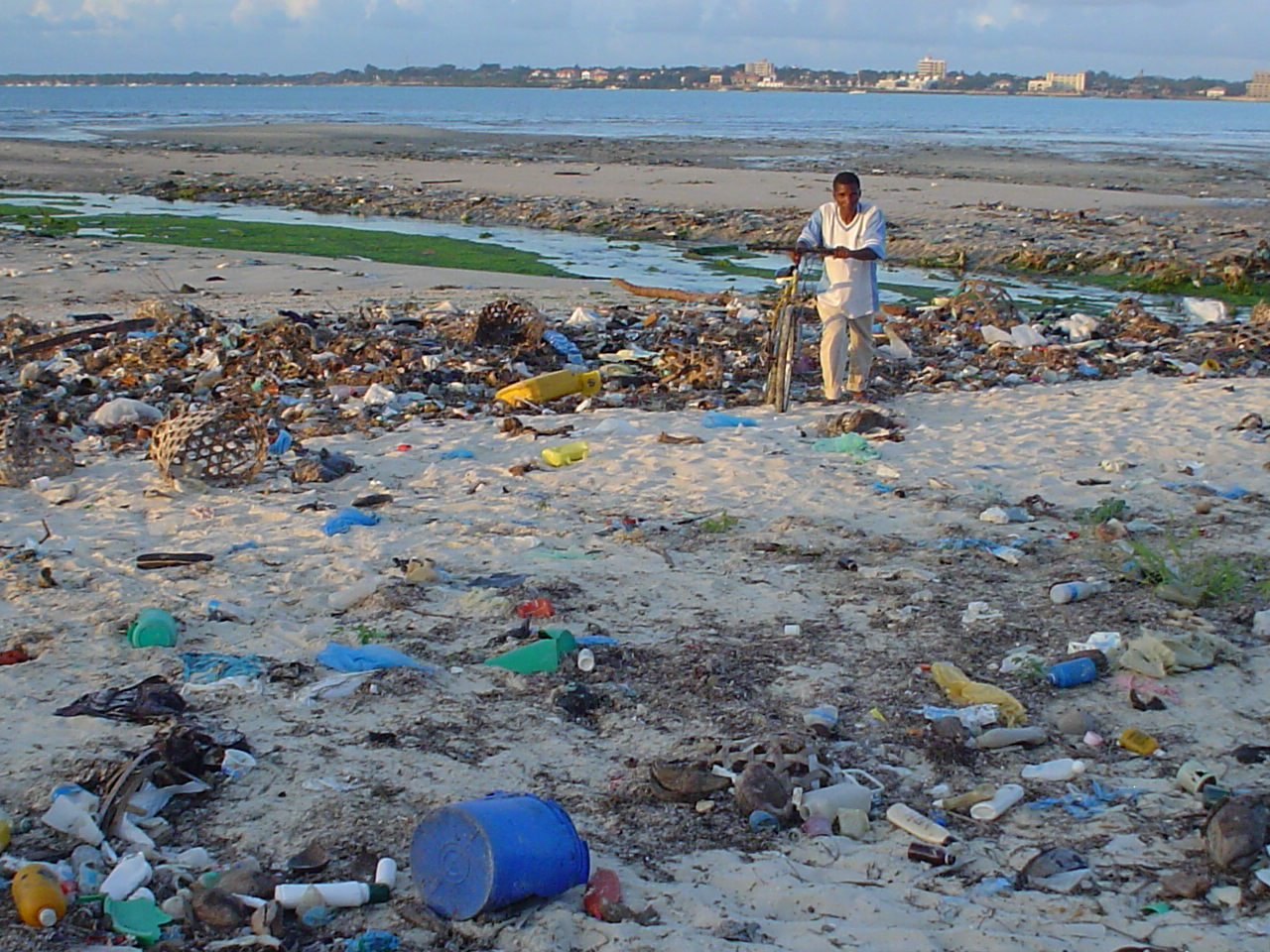
El problema és global. Aquesta és la platja Msasani a Dar es Salaam, Capital de Tanzània, en l'Oceà Índic

Les deixalles marines, escombraries marines o desfets plàstics són desaprofitaments d'activitats humanes que deliberadament o accidentalment suren en llacs, mars, oceans i rius. Les desferres oceàniques tendeixen a acumular-se en els girs oceànics (grans sistemes de corrents rotatius) i en la línia costanera, és rentat en encallar, i és anomenat escombraries de platja (beach litter).
L'abocament de desferres al mar es diu en anglès ocean dumpping.
Algunes desferres marines, com la fusta a la deriva, ocorre naturalment. Les persones han llançat al mar aquests materials durant centenars d'anys. Amb l'increment de l'ús del plàstic, la influència humana s'ha transformat en un problema, ja que molts tipus de plàstics no són biodegradables. El plàstic arrossegat per l'aigua és perillós, perquè suposa una seriosa amenaça per peixos, aus marines, rèptils marins, i mamífers marins, també per a vaixells i habitatges costaners. Contribueixen a aquest problema els abocaments al mar, vessaments accidentals, envasos, i les escombraries d'abocadors arrossegada pel vent.

## Tipus de residus

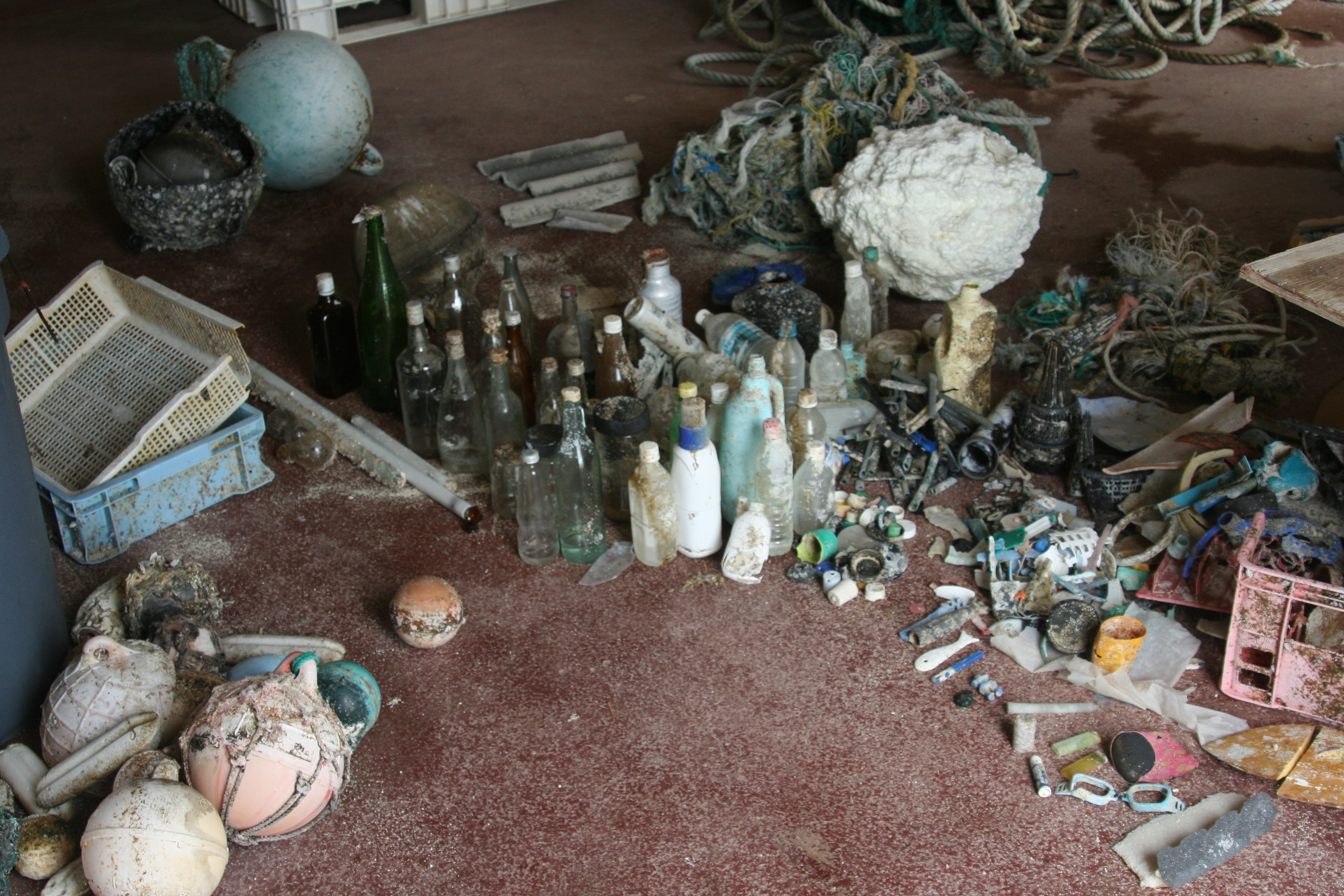
Desferres ajuntades durant un mes a l'illa de Tern en les French Frigate Shoals

Una gran varietat d'objectes usats habitualment poden convertir-se en desferres marines; bosses plàstiques, globus, boies, cordes, desaprofitaments mèdics, ampolles de vidre i de plàstic, encenedors de plàstic, llaunes de begudes, poliestirè extruit, fils de pesca, xarxes i variats desaprofitaments de creuers o plataformes petrolieres són la major part dels residus oposats surant. Els envasos de sis anells (per a llaunes) són usats per denunciar el dany que aquestes escombraries pot fer a la vida marina.
Els estudis han demostrat que el 80% de les desferres marines són plàstic, un component que s'ha acumulat ràpidament des de la Segona Guerra Mundial. Els plàstics s'acumulen perquè no es biodegraden com altres substàncies que si ho fan, encara que es fotodegraden per exposició al sol, només quan estan secs, ja que l'aigua inhibeix la fotòlisis.

### Xarxes fantasma
Les xarxes de pesca deixades o perdudes per pescadors en l'oceà o "xarxa fantasma" poden embullar peixos, dofins, tortugues marines, taurons, dugong dugons, cocodrils, aus marines, crancs i altres criatures. Aquestes xarxes restringeixen el moviment, causant gana, laceracions i infeccions, i l'asfíxia en animals que necessiten tornar a la superfície per respirar.

### Nurdles i bosses de plàstic

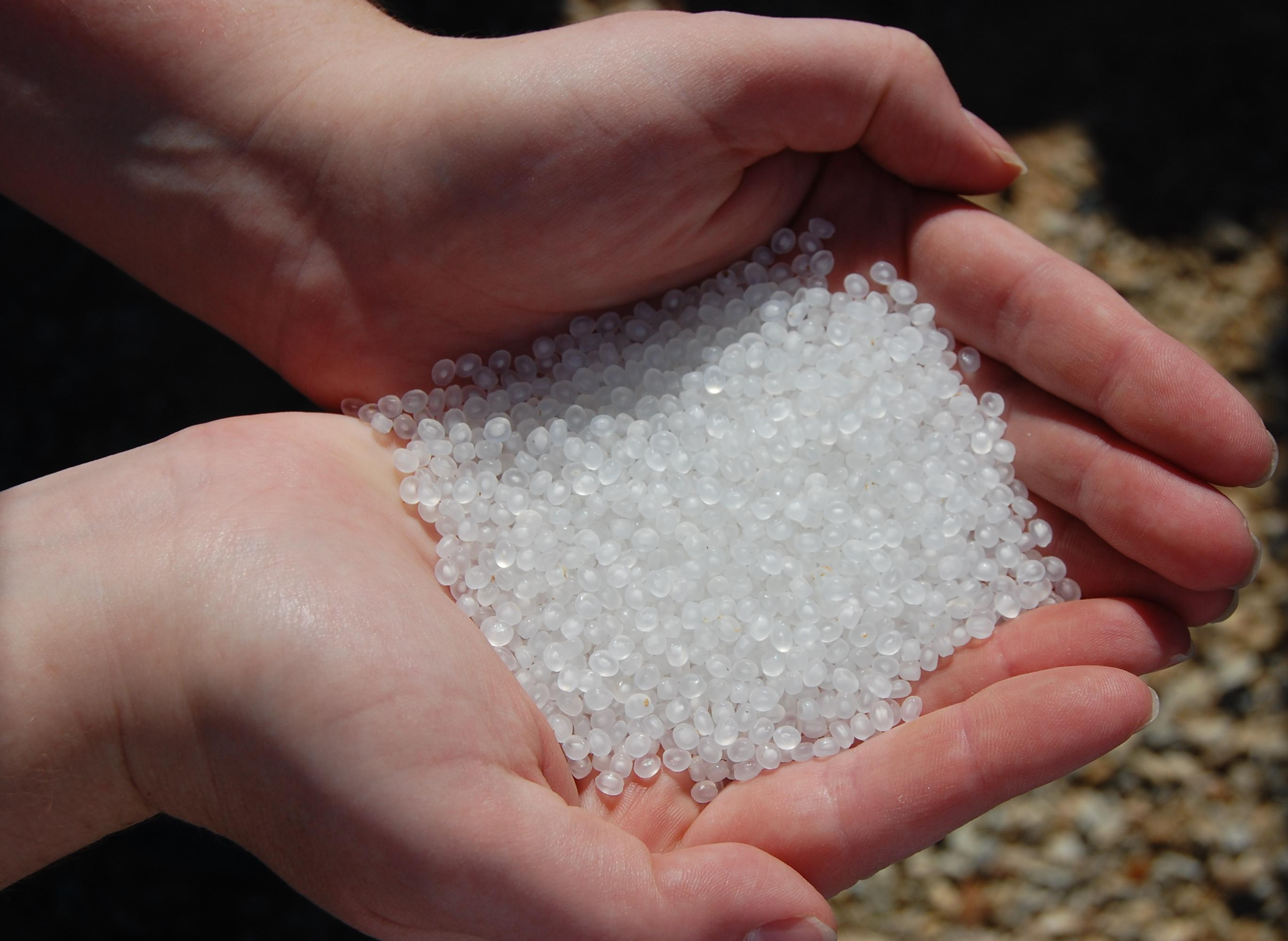
Mans plenes de nurdles (boletes de plàstic), vessats des d'un tren a Pineville, Louisiana

Els nurdles, també anomenats « llàgrimes de sirena», unes boletes de plàstic generalment de menys de cinc mil·límetres de diàmetre, que són un component important de les desferres marines. S'usen com a matèries primeres en la manufactura de plàstics, i s'estima que entren en els ambients naturals per vessaments accidentals. També es generen pel desgast físic de desferres plàstiques més grans. Els nurdles s'assemblen molt als ous de peixos.
Les bosses comunes de mercat poden obstruir el tracte digestiu quan són ingerides, i causen gana per restringir el moviment de menjar, o per omplir l'estómac i enganyar a l'animal que pot sentir que està sadollat. Un estudi de 1994 del fons del mar usant xarxes d'arrossegament al nord-oest del Mediterrani al voltant de la costa d'Espanya, França i Itàlia va mostrar una alta concentració de desaprofitaments; al voltant de 1.935 objectes per quilòmetre quadrat. Les desferres plàstiques representen el 77%, dels quals el 93% va ser de bosses de plàstic.

## Fonts de residus

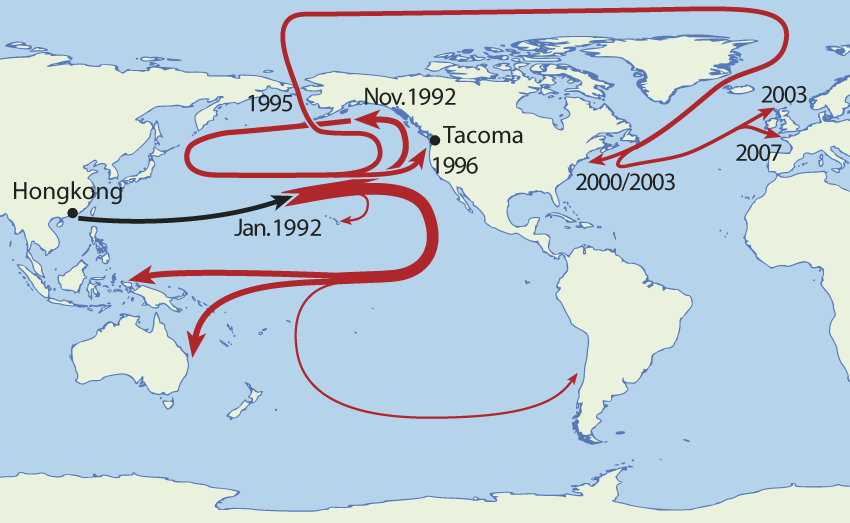
Viatge dels Friendly Floatees (joguines perdudes pel buc portacontenidors).

### Lleis dels EUA

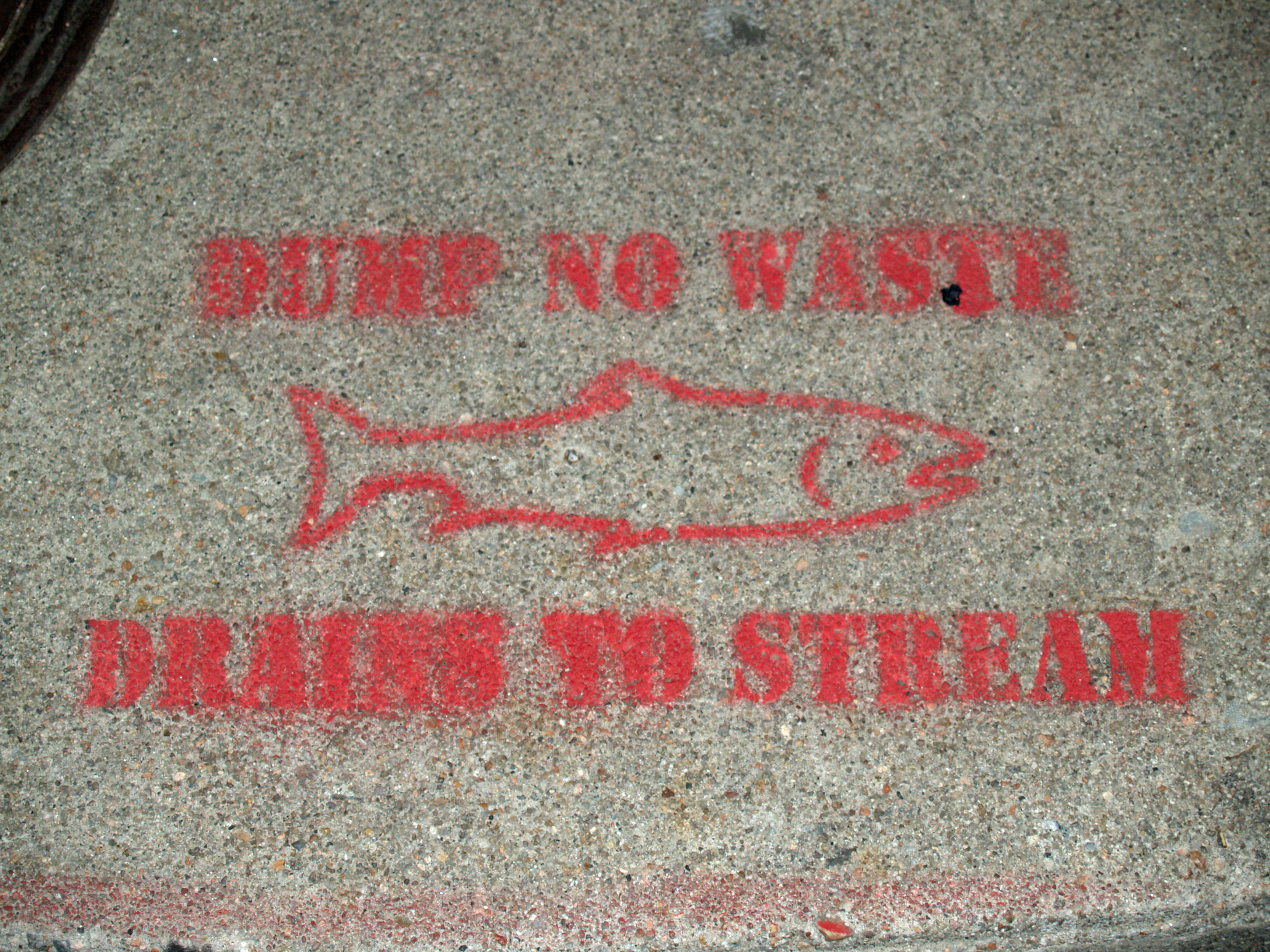
Un senyal per sobre d'un embornal en Colorado Springs advertint a la gent de no contaminar el riu per descàrrega de residus. El vuitanta per cent dels residus marins arriben al mar per rius.

## La gran taca d'escombraries del Pacífic

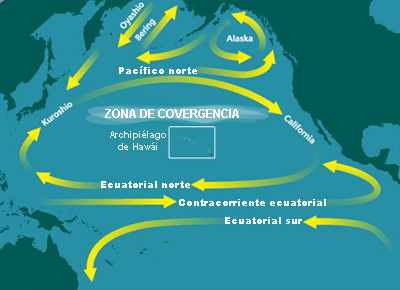
Corrents marines del Pacífic Nord amb el gir cap a dins, dipositant les desferres a la zona de convergència.

## Impacte ambiental

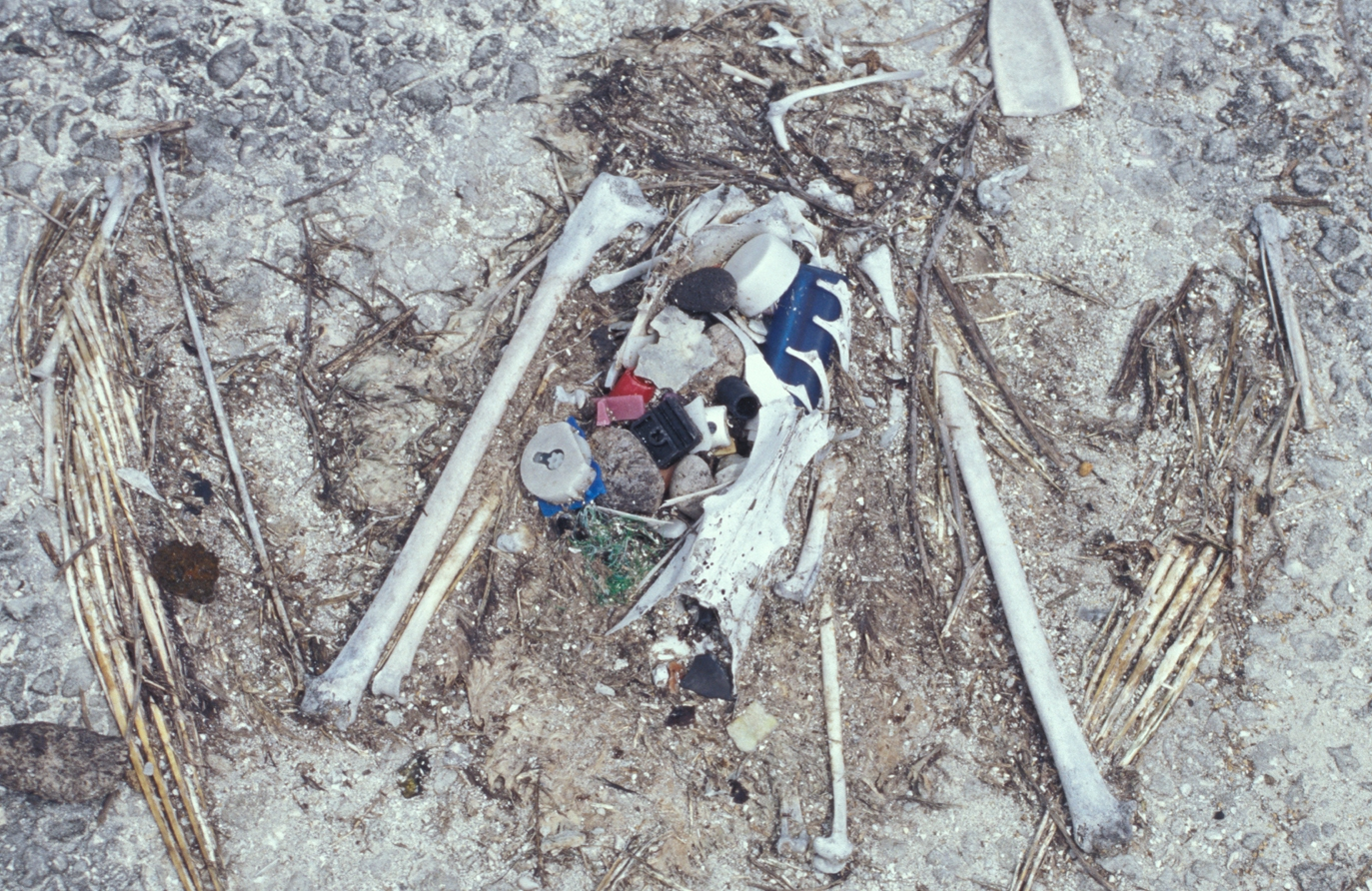
Restes d'un albatros que va consumir desfets plàstics.

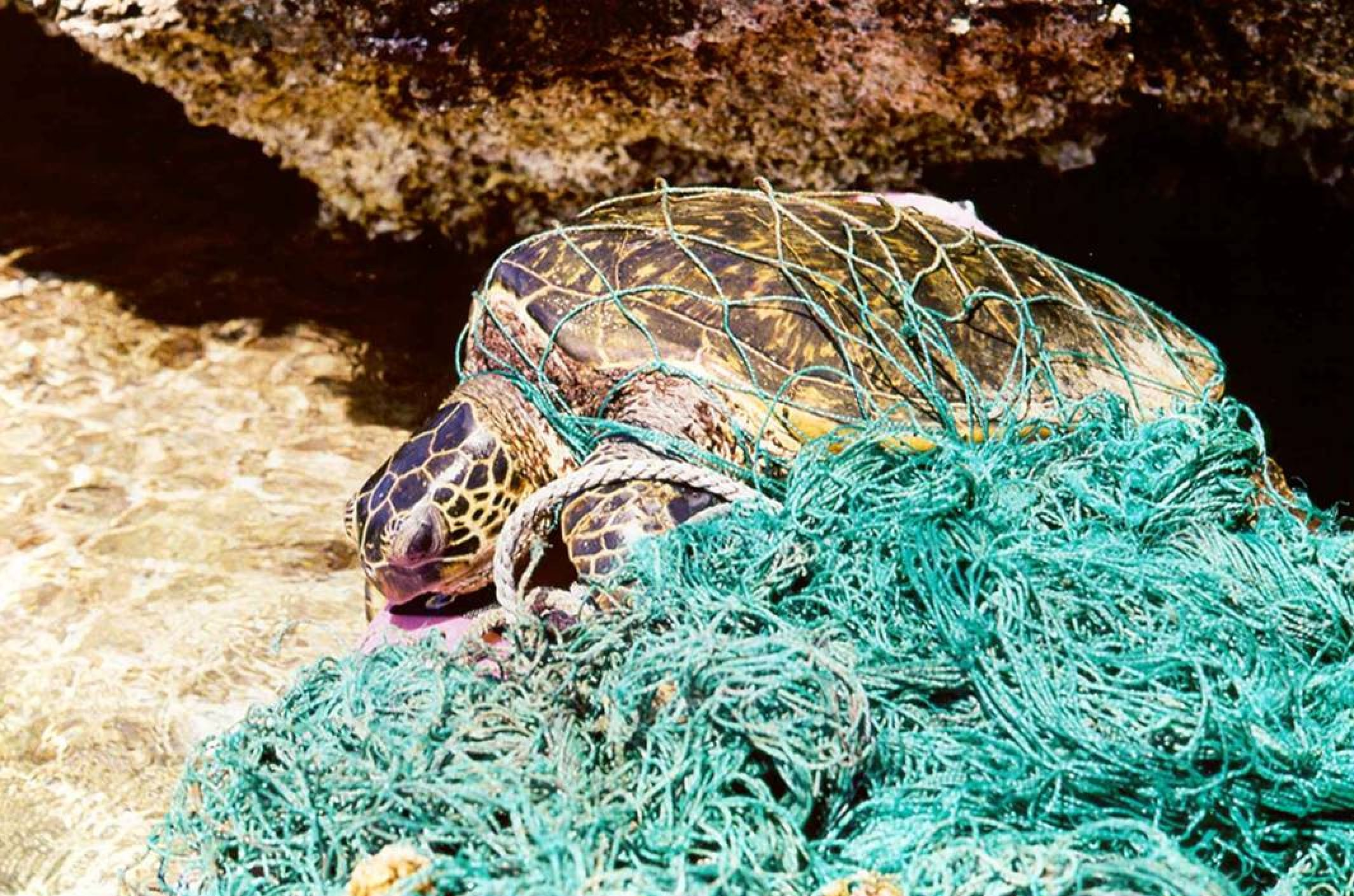
Una turtuga verda atrapada en una xarxa fantasma, una xarxa de pesca abandonada.

## Eliminació de residus

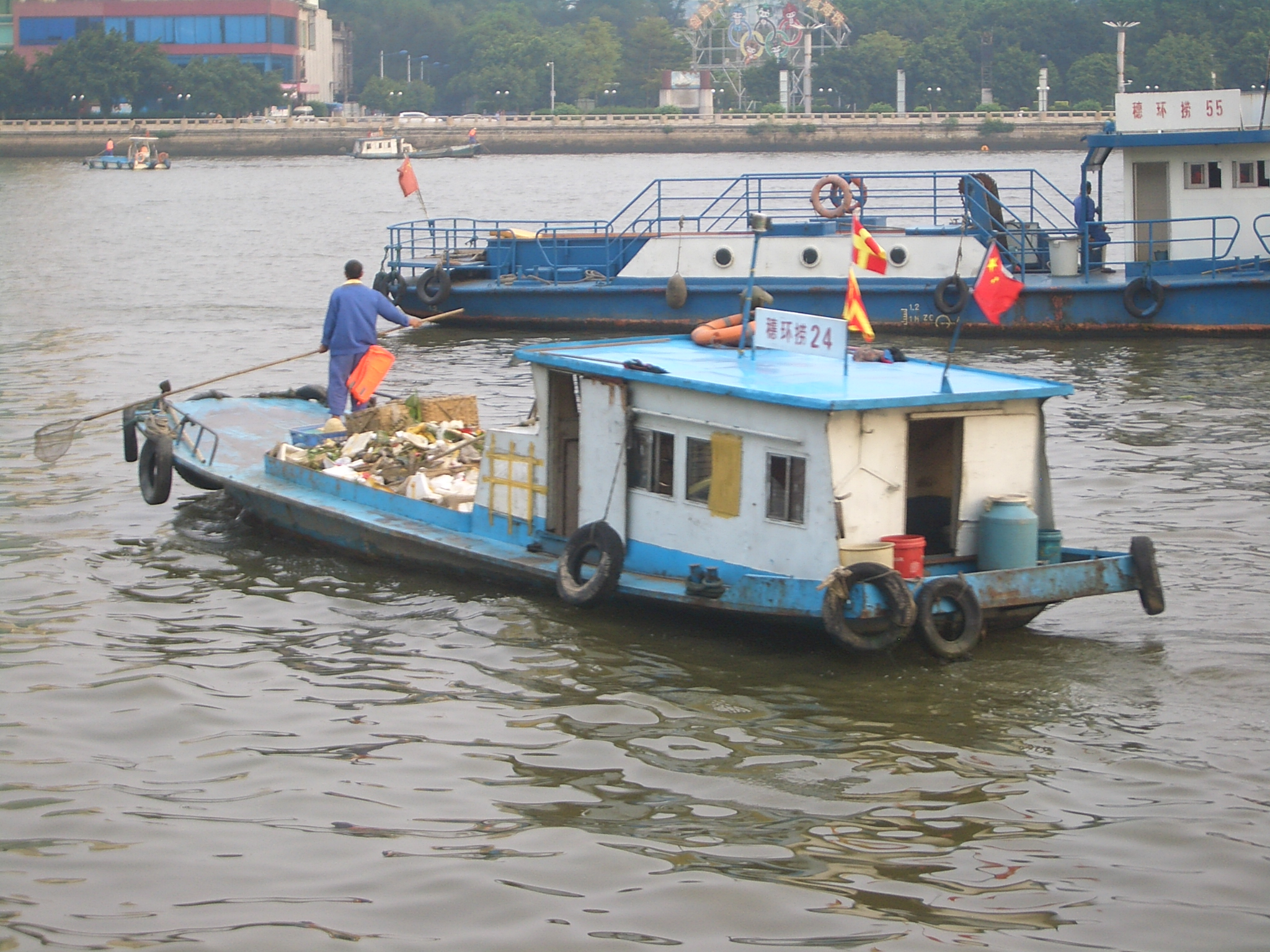
Dos vaixells compromesos en la recollida de desfets flotants de la superfície del Riu Perla en Guangzhou, agrupant-los abans que arribin al Mar de la Xina Meridional.